# Egoteizm
Egoteizm (łac. ego ja + gr. theos bóg) – termin filozoficzny, oznaczający uważanie przez jednostkę samej siebie za boga.